# Loyal to Me
A Loyal to Me Nina Nesbitt dala a The Sun Will Come Up, the Seasons Will Change albumról, amit kislemezként 2018. augusztus 10-én adott ki a Cooking Vinyl. A dalt Nesbitt, Edward Conor James Butler és Michael Gormley írták, producere Fraser T. Smith volt.

## Háttere
Nesbitt a dalt eredetileg a Little Mixhez hasonló lányegyüttesnek szánta, de két társa meggyőzte, hogy fejezze be és maga énekelje el. Fraser T. Smith előtt öt másik producer is dolgozott rajta. Az albumot 2018 októberében jelentették be.

## Stílusa
A popdal az 1990-es és 2000-es évek R&B-számainak stílusát is magán hordozza; Nesbitt szerint nagy hatást gyakoroltak rá a Destiny’s Child és a TLC. Elmondta, hogy egyik barátja javaslatára írta; a Clashnek adott interjúja szerint a randikra rossz szándékkal érkezőkről szól.

## Videóklip
A Debbie Scanlan által rendezett klipet 2018. augusztus 21-én mutatta be a V magazin. Beyoncé Single Ladies (Put a Ring on It), Britney Spears Stronger és Dua Lipa New Rules dalának klipjéhez hasonlították.
Az album klipjeivel Nesbitt saját magának kívánt kihívásokat állítani, így Scanlannel a balett mellett döntöttek; a videón két táncossal hipletet adnak elő. Nesbitt szinte végig lábujjhegyen táncolt.
A Billboard a videót 2018 43. legjobb klipjének nevezte.

## Más változatok
A Rolling Stone székházában rögzített akusztikus verziót 2018. augusztus 23-án tették közzé a magazin honlapján. Szeptemberben Luca Schreiner német lemezlovas deep house és tropical house elemeket tartalmazó feldolgozást készített.
2019 novemberében kiadták a dal akusztikus verzióját is tartalmazó The Sun Will Come Up, the Seasons Will Change & The Flowers Will Fall albumot.

## Fogadtatása
A megjelenést követően Nesbitt szerepelt a Spotify New Music Friday UK lejátszási listájának borítóképén. A dalt népszerűsítendő a Times Square-en a Spotify és az Apple Music is hirdetéseket helyezett el; ez volt az első alkalom, hogy a helyszínen a két vállalat közösen reklámozott.
Az iTunes lejátszási listáján az Egyesült Királyságban a 88., Brazíliában pedig a 97. helyre került. A The Daily Shuffle szerint a koncerteken a rajongók egyik kedvence.

## Helyezések
| Lemezeladási lista (2018)   | Legjobb helyezés |
| --------------------------- | ---------------- |
| Belgium (Ultratip Flandria) | 36               |
| Skót kislemezlista (OCC)    | 84               |
| Brit indie lista (OCC)      | 25               |

## Fordítás
- Ez a szócikk részben vagy egészben  a   Loyal to Me című angol Wikipédia-szócikk ezen változatának fordításán alapul.  Az eredeti cikk szerkesztőit annak laptörténete sorolja fel. Ez a jelzés csupán a megfogalmazás eredetét és a szerzői jogokat jelzi, nem szolgál a cikkben szereplő információk forrásmegjelöléseként.